# Элман, Одаир
Одаи́р Э́лман (порт.-браз. Odair Hellmann; род. 22 января 1977, Салети, Санта-Катарина) — бразильский футболист, выступавший в 1990—2000-е годы на позиции полузащитника. В настоящее время работает тренером.

## Биография

### Игровая карьера
Одаир (в бытность игроком был известен по своему имени) начал спортивную карьеру в «Интернасьонале» в 1997 году. В год своего дебюта вместе с командой стал чемпионом штата Риу-Гранди-ду-Сул. Закрепиться в стане «колорадос» ему не удалось, и в 1999 году он перешёл в другую команду, традиционно причисляемую к числу ведущих в Бразилии, — «Флуминенсе». Однако в конце 1990-х годов в клубе из Рио-де-Жанейро возник серьёзный кризис, что привело к тому, что 1999 год команда начала в Серии C чемпионата Бразилии. Одаир получил игровую практику и помог «трёхцветным» выиграть третий дивизион бразильского футбола. В 2000 году вернулся в «Интер», но вновь не смог стать твёрдым игроком основы.
С 2001 года и практически до конца карьеры футболиста Одаир, как правило, менял клубы раз в год. Среди команд, за которые он выступал, были «Америка Натал», «Гремио Бразил», КРБ, «Ремо» (в 2005 году помог команде выиграть Серию C), «Америка» (Рио-де-Жанейро). Выступал полузащитник и за границей. В 2003 году провёл три матча в шведском «Энчёпинге». В сезоне 2007/08 выступал в чемпионате Гонконга. Завершил карьеру игрока в 2009 году в составе «Гремио Бразил» из Пелотаса.
В составе молодёжной сборной Бразилии Одаир в 1997 году принял участие в чемпионате мира в Малайзии. На турнире сыграл в одном матче против Республики Корея (10:3).

### Тренерская карьера
В 2010 году возглавил юношеский (до 17 лет) состав «Интернасьонала». В 2012 работал с молодёжным (до 20 лет) составом в этом клубе. С 2013 по 2016 год входил в тренерский штаб основной команды «Интера». Во время Олимпийских игр в Рио-де-Жанейро Одаир Элман входил в тренерский штаб сборной Бразилии под руководством Рожерио Микале. Бразильцы впервые в своей истории сумели выиграть золотые медали Олимпийского футбольного турнира.
По окончании Олимпиады продолжил работу в «Интере» помощником тренера. Впервые исполнял обязанности главного тренера в августе 2015 года, после увольнения Диего Агирре. В мае 2017 года вновь исполнял обязанности главного тренера после увольнения Антонио Карлоса. За три тура до окончания Серии B руководство «Интера» уволило Гуто Феррейру и назначило Элмана главным тренером уже на постоянной основе. «Колорадос» под его руководством выиграли два матча и до последнего тура боролись за победу в турнире. Однако и второе место позволило «Интеру» решить задачу по возвращению в Серию A.
В середине 2017 года Элман использовал свой отпуск для прохождения стажировки во французском клубе ПСЖ. Впоследствии прошёл обучение в центре подготовки тренеров КБФ в Терезополисе (штат Рио-де-Жанейро).
10 декабря 2019 года назначен главным тренером «Флуминенсе». Контракт подписан до конца сезона 2020.
16 ноября 2022 года назначен главным тренером «Сантоса». Контракт подписан до конца 2023 года.

## Достижения
В качестве игрока
- Чемпион штата Риу-Гранди-ду-Сул (1): 1997
- Чемпион Бразилии в Серии C (2): 1999, 2005

В качестве помощника тренера
- Олимпийский чемпион (1): 2016

В качестве главного тренера
- Вице-чемпион бразильской Серии B (1): 2017